# Brigitte Lesne
Brigitte Lesne est une chanteuse (mezzo-soprano) et harpiste française, née le 24 juillet 1958.
Spécialisée en musique médiévale, elle a cofondé l'ensemble Alla francesca et fondé l'ensemble Discantus.

## Biographie
Brigitte Lesne étudie aux conservatoires de Pantin et Bobigny, puis à la Schola Cantorum de Bâle pour la musique ancienne et la harpe, et auprès de René Clemencic, Guy Robert, Dominique Vellard, Marie-Noël Colette. En même temps, elle mène des études de lettres hispaniques. Elle y consacre son mémoire de maîtrise au misteri d'Elx.
Elle participe à l'Ensemble Gilles Binchois du milieu des années 80 au milieu des années 90 et collabore au Centre de musique médiévale de Paris. 
En 1989 elle fonde l'ensemble Alla francesca avec Pierre Hamon, Emmanuel Bonnardot et Catherine Joussellin. Elle fonde la même année, et dirige, l'ensemble vocal féminin Discantus. Elle donne aussi des récitals en solo. 
Elle enseigne depuis 2018 à Sorbonne Université, dans le cadre du master d'interprétation des musiques anciennes option médiévale.
En 2020 elle crée le petit chœur de jeunes la Schola de la Sainte-Chapelle.